# Anouk (Sängerin)

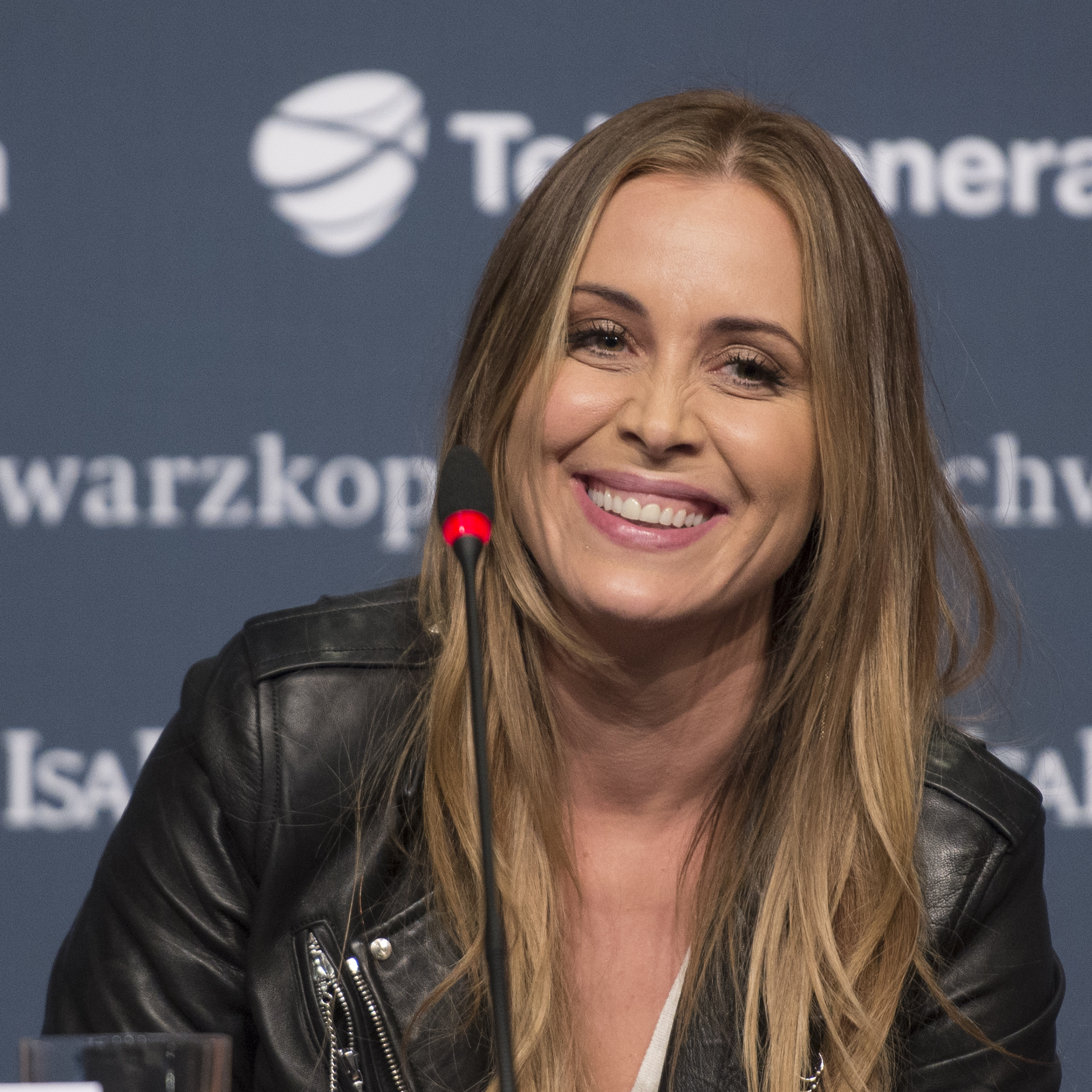
Anouk beim Eurovision Song Contest 2013

Anouk Schemmekes (* 8. April 1975 als Anouk Teeuwe in Den Haag) ist eine niederländische Rock-Sängerin und Songwriterin. Sie veröffentlicht ihre Musik unter ihrem Vornamen Anouk.

## Leben
Die Tochter einer Bluessängerin entdeckte als Kind ihre musikalische Neigung. Als Teenager trat sie unter anderem im Café De Pater in Den Haag auf. 1993 wurde sie Backgroundsängerin der Soulband Shot Gun Wedding, bis sie 1994 ein Studium am Rotterdams Conservatorium begann. Dieses Studium brach sie nach zwei Jahren ohne Abschluss ab. Ihre erste eigene Band gründete sie 1995. Erste größere Aufmerksamkeit erlangte Anouk, als sie gemeinsam mit Golden Earring auftrat. Barry Hay und George Kooymans von Golden Earring schrieben für Anouk das Lied „Mood Indigo“, das 1996 von Dino Records veröffentlicht wurde und der Sängerin erste Erfolge einbrachte. Bereits ein Jahr später erschien zunächst die Single Nobody’s Wife und kurz darauf das Debütalbum „Together Alone“. Es verkaufte sich insgesamt über eine Million Mal in den Niederlanden. Die Single wurde auch in den deutschsprachigen Ländern veröffentlicht und wurde häufig im Radio gespielt, kam aber nicht in die Charts; dafür platzierte sich immerhin das Album. In Deutschland stieg Nobody’s Wife Jahre später im Frühjahr 2010 in die Single-Charts ein, nachdem es in der Casting-Show Unser Star für Oslo von Jennifer Braun interpretiert worden war.
Die zwei folgenden Single-Auskopplungen „It’s So Hard“ und „Sacrifice“ erwiesen sich ebenfalls als erfolgreich. Anouk erhielt 1998 den Edison Award als beste niederländische Sängerin. Mit dem zweiten Album „Urban Solitude“ kamen erstmals Einflüsse aus dem Ska, Funk und Hip-Hop hinzu. Das 2001 erschienene Album „Lost Tracks“ war eine Kompilation bislang unveröffentlichter Lieder und erreichte wie die Vorgängeralben Platz 1 der niederländischen Charts.
Nach der Veröffentlichung zweier weiterer Alben zog sich Anouk 2005 in die USA nach Cincinnati, Ohio zurück, kehrte 2006 jedoch in ihre Heimat zurück. Sie veröffentlichte weitere erfolgreiche Alben. Ihr Repertoire reicht von Balladen bis Rocksongs. In Deutschland wurde nach längerer Abwesenheit im Fernsehen anlässlich des Pinkpop-Festivals 2009 ihr dortiger Auftritt vom WDR-Rockpalast am 2. August 2009 ausgestrahlt.
Anouk Teeuwe war von 2004 bis 2008 mit Remon Stotijn, Sänger der niederländischen Band Postmen, verheiratet. Mit ihm hat sie drei Kinder. Nach der Scheidung heiratete sie bald schon den Rapper Unorthadox. Mit ihm hat sie ein weiteres Kind. Auch diese Beziehung ist 2011 gescheitert. Sie hat insgesamt sechs Kinder von vier Männern. Neben ihrer musikalischen Karriere war sie zeitweilig Dozentin am Conservatorium van Amsterdam und wirkte in Werbespots für die niederländische Postbank und die ING-DiBa mit.
Beim Eurovision Song Contest 2013 in Malmö vertrat Anouk die Niederlande mit dem Song Birds. Sie war die erste Interpretin seit 2004, die einen Finaleinzug für die Niederlande erzielen konnte. Mit ihrem für den Eurovision Song Contest ungewöhnlichen Titel belegte sie den neunten Platz, bei 26 Finalteilnehmern.
2015 war Anouk die Autorin des niederländischen Beitrags zum Eurovision Song Contest, welcher von Trijntje Oosterhuis interpretiert wurde, allerdings das Finale verfehlte.

## Diskografie

### Studioalben
| Jahr | Titel                   | Höchstplatzierung, Gesamtwochen, AuszeichnungChartplatzierungen (Jahr, Titel, Platzierungen, Wochen, Auszeichnungen, Anmerkungen) | Höchstplatzierung, Gesamtwochen, AuszeichnungChartplatzierungen (Jahr, Titel, Platzierungen, Wochen, Auszeichnungen, Anmerkungen) | Höchstplatzierung, Gesamtwochen, AuszeichnungChartplatzierungen (Jahr, Titel, Platzierungen, Wochen, Auszeichnungen, Anmerkungen) | Höchstplatzierung, Gesamtwochen, AuszeichnungChartplatzierungen (Jahr, Titel, Platzierungen, Wochen, Auszeichnungen, Anmerkungen) | Höchstplatzierung, Gesamtwochen, AuszeichnungChartplatzierungen (Jahr, Titel, Platzierungen, Wochen, Auszeichnungen, Anmerkungen) | Anmerkungen                              |
| Jahr | Titel                   | DE | AT | CH | NL | BEF | Anmerkungen                              |
| ---- | ----------------------- | --- | --- | --- | --- | --- | ---------------------------------------- |
| 1997 | Together Alone          | DE72 (10 Wo.)DE | AT42 (1 Wo.)AT | CH34 (7 Wo.)CH | NL1 ×4Vierfachplatin · (101 Wo.)NL                                                                                                | BEF6 Gold · (56 Wo.)BEF | Erstveröffentlichung: 24. Oktober 1997   |
| 1999 | Urban Solitude          | — | — | — | NL1 Platin · (90 Wo.)NL | BEF20 Gold · (49 Wo.)BEF | Erstveröffentlichung: 12. November 1999  |
| 2002 | Graduated Fool          | — | — | — | NL3 (33 Wo.)NL | BEF25 (11 Wo.)BEF | Erstveröffentlichung: 3. März 2003       |
| 2004 | Hotel New York          | — | — | — | NL1 ×3Dreifachplatin · (87 Wo.)NL                                                                                                 | BEF1 Platin · (89 Wo.)BEF | Erstveröffentlichung: 3. Dezember 2004   |
| 2007 | Who’s Your Momma        | — | — | — | NL1 Platin · (52 Wo.)NL | BEF4 Gold · (43 Wo.)BEF | Erstveröffentlichung: 23. November 2007  |
| 2009 | For Bitter or Worse     | — | — | — | NL1 ×3Dreifachplatin · (52 Wo.)NL                                                                                                 | BEF2 Gold · (30 Wo.)BEF | Erstveröffentlichung: 18. September 2009 |
| 2011 | To Get Her Together     | — | — | — | NL1 ×2Doppelplatin · (49 Wo.)NL                                                                                                   | BEF4 (21 Wo.)BEF | Erstveröffentlichung: 20. Mai 2011       |
| 2013 | Sad Singalong Songs     | DE99 (1 Wo.)DE | — | — | NL1 Platin · (65 Wo.)NL | BEF5 (22 Wo.)BEF | Erstveröffentlichung: 17. Mai 2013       |
| 2014 | Paradise and Back Again | — | — | — | NL1 Platin · (43 Wo.)NL | BEF10 (22 Wo.)BEF | Erstveröffentlichung: 24. November 2014  |
| 2016 | Queen for a Day         | — | — | — | NL1 Gold · (23 Wo.)NL | BEF10 (15 Wo.)BEF | Erstveröffentlichung: 4. März 2016       |
| 2016 | Fake It Till We Die     | — | — | — | NL2 (11 Wo.)NL | BEF21 (9 Wo.)BEF | Erstveröffentlichung: 21. Oktober 2016   |
| 2018 | Wen d’r maar aan        | — | — | — | NL1 (37 Wo.)NL | BEF12 (1 Wo.)BEF | Erstveröffentlichung: 12. Oktober 2018   |
| 2022 | Trails of Fails         | — | — | — | NL3 (5 Wo.)NL | BEF169 (2 Wo.)BEF | Erstveröffentlichung: 22. April 2022     |
| 2023 | Deena & Jim             | — | — | — | NL1 (7 Wo.)NL | BEF84 (1 Wo.)BEF | Erstveröffentlichung: 3. November 2023   |
| 2025 | Set This Thing On Fire  | — | — | — | NL3 (2 Wo.)NL | BEF107 (1 Wo.)BEF | Erstveröffentlichung: 11. April 2025     |

### Livealben
| Jahr | Titel                       | Höchstplatzierung, Gesamtwochen, AuszeichnungChartplatzierungen (Jahr, Titel, Platzierungen, Wochen, Auszeichnungen, Anmerkungen) | Höchstplatzierung, Gesamtwochen, AuszeichnungChartplatzierungen (Jahr, Titel, Platzierungen, Wochen, Auszeichnungen, Anmerkungen) | Höchstplatzierung, Gesamtwochen, AuszeichnungChartplatzierungen (Jahr, Titel, Platzierungen, Wochen, Auszeichnungen, Anmerkungen) | Höchstplatzierung, Gesamtwochen, AuszeichnungChartplatzierungen (Jahr, Titel, Platzierungen, Wochen, Auszeichnungen, Anmerkungen) | Höchstplatzierung, Gesamtwochen, AuszeichnungChartplatzierungen (Jahr, Titel, Platzierungen, Wochen, Auszeichnungen, Anmerkungen) | Anmerkungen                          |
| Jahr | Titel                       | DE | AT | CH | NL | BEF | Anmerkungen                          |
| ---- | --------------------------- | --- | --- | --- | --- | --- | ------------------------------------ |
| 2004 | Update                      | — | — | — | NL9 (10 Wo.)NL | BEF38 (9 Wo.)BEF | Erstveröffentlichung: 29. März 2004  |
| 2006 | Anouk Is Alive              | — | — | — | NL8 Platin · (25 Wo.)NL | BEF5 (27 Wo.)BEF | Erstveröffentlichung: 28. April 2006 |
| 2008 | Live at Gelredome           | — | — | — | NL1 Gold · (52 Wo.)NL | BEF16 (13 Wo.)BEF | Erstveröffentlichung: 27. Juni 2008  |
| 2014 | Live at Symphonica in Rosso | — | — | — | NL1 (15 Wo.)NL | BEF18 (14 Wo.)BEF | Erstveröffentlichung: 17. März 2014  |

### Kompilationen
| Jahr | Titel         | Höchstplatzierung, Gesamtwochen, AuszeichnungChartplatzierungen (Jahr, Titel, Platzierungen, Wochen, Auszeichnungen, Anmerkungen) | Höchstplatzierung, Gesamtwochen, AuszeichnungChartplatzierungen (Jahr, Titel, Platzierungen, Wochen, Auszeichnungen, Anmerkungen) | Höchstplatzierung, Gesamtwochen, AuszeichnungChartplatzierungen (Jahr, Titel, Platzierungen, Wochen, Auszeichnungen, Anmerkungen) | Höchstplatzierung, Gesamtwochen, AuszeichnungChartplatzierungen (Jahr, Titel, Platzierungen, Wochen, Auszeichnungen, Anmerkungen) | Höchstplatzierung, Gesamtwochen, AuszeichnungChartplatzierungen (Jahr, Titel, Platzierungen, Wochen, Auszeichnungen, Anmerkungen) | Anmerkungen                            |
| Jahr | Titel         | DE | AT | CH | NL | BEF | Anmerkungen                            |
| ---- | ------------- | --- | --- | --- | --- | --- | -------------------------------------- |
| 2001 | Lost Tracks   | — | — | — | NL1 Gold · (39 Wo.)NL | BEF5 (15 Wo.)BEF | Erstveröffentlichung: 30. März 2001    |
| 2015 | Greatest Hits | — | — | — | NL1 Gold · (22 Wo.)NL | BEF6 (23 Wo.)BEF | Erstveröffentlichung: 6. November 2015 |

### Singles als Leadmusikerin
| Jahr | Titel Album                             | Höchstplatzierung, Gesamtwochen, AuszeichnungChartplatzierungen (Jahr, Titel, Album, Platzierungen, Wochen, Auszeichnungen, Anmerkungen) | Höchstplatzierung, Gesamtwochen, AuszeichnungChartplatzierungen (Jahr, Titel, Album, Platzierungen, Wochen, Auszeichnungen, Anmerkungen) | Höchstplatzierung, Gesamtwochen, AuszeichnungChartplatzierungen (Jahr, Titel, Album, Platzierungen, Wochen, Auszeichnungen, Anmerkungen) | Höchstplatzierung, Gesamtwochen, AuszeichnungChartplatzierungen (Jahr, Titel, Album, Platzierungen, Wochen, Auszeichnungen, Anmerkungen) | Anmerkungen                                          |
| Jahr | Titel Album                             | DE | AT | NL | BEF | Anmerkungen                                          |
| ---- | --------------------------------------- | --- | --- | --- | --- | ---------------------------------------------------- |
| 1997 | Nobody’s Wife Together Alone            | DE87 (1 Wo.)DE | — | NL2 Platin · (20 Wo.)NL | BEF5 Gold · (17 Wo.)BEF | in DE erst 2010 platziert                            |
| 1998 | It’s so Hard Together Alone             | — | — | NL23 (6 Wo.)NL | BEF43 (4 Wo.)BEF | Erstveröffentlichung: 10. April 1998                 |
| 1998 | Sacrifice Together Alone                | — | — | NL7 (14 Wo.)NL | BEF47 (3 Wo.)BEF | Erstveröffentlichung: 21. August 1998                |
| 1999 | R U Kiddin’ Me Urban Solitude           | — | — | NL2 (19 Wo.)NL | BEF50 (1 Wo.)BEF | Erstveröffentlichung: 24. September 1999             |
| 2000 | The Dark Urban Solitude                 | — | — | NL8 (10 Wo.)NL | — |                                                      |
| 2000 | Michel Urban Solitude                   | — | — | NL3 (15 Wo.)NL | BEF11 (21 Wo.)BEF | Erstveröffentlichung: 7. Juli 2000                   |
| 2001 | Don’t Urban Solitude                    | — | — | NL13 (8 Wo.)NL | — |                                                      |
| 2002 | Everything Graduated Fool               | — | — | NL12 (8 Wo.)NL | — | Erstveröffentlichung: 25. Oktober 2002               |
| 2003 | Hail Graduated Fool                     | — | — | NL31 (4 Wo.)NL | — |                                                      |
| 2004 | Girl Hotel New York                     | — | — | NL2 (26 Wo.)NL | BEF3 (19 Wo.)BEF | Erstveröffentlichung: 19. November 2004              |
| 2005 | Lost Hotel New York                     | — | — | NL2 (15 Wo.)NL | BEF7 (16 Wo.)BEF | Erstveröffentlichung: 4. März 2005                   |
| 2005 | Jerusalem Hotel New York                | — | — | NL20 (5 Wo.)NL | BEF44 (5 Wo.)BEF | Erstveröffentlichung: 8. Juli 2005                   |
| 2005 | One Word Hotel New York                 | — | — | NL4 (22 Wo.)NL | BEF29 (15 Wo.)BEF | Erstveröffentlichung: 11. November 2005              |
| 2007 | Good God Who’s Your Momma               | — | — | NL7 (15 Wo.)NL | BEF13 (16 Wo.)BEF | Erstveröffentlichung: 2. November 2007               |
| 2008 | I Don’t Wanna Hurt Who’s Your Momma     | — | — | NL4 (13 Wo.)NL | — | Erstveröffentlichung: 28. Januar 2008                |
| 2008 | Modern World Who’s Your Momma           | — | — | NL3 (19 Wo.)NL | BEF33 (7 Wo.)BEF | Erstveröffentlichung: 2. Mai 2008                    |
| 2008 | If I Go Who’s Your Momma                | — | — | NL15 (9 Wo.)NL | — |                                                      |
| 2009 | Three Days in a Row For Bitter or Worse | — | — | NL1 (16 Wo.)NL | BEF19 (12 Wo.)BEF | Erstveröffentlichung: 3. August 2009                 |
| 2009 | Woman For Bitter or Worse               | — | — | NL3 (19 Wo.)NL | BEF32 (5 Wo.)BEF | Erstveröffentlichung: 26. Oktober 2009               |
| 2010 | For Bitter or Worse                     | — | — | NL14 (13 Wo.)NL | — | Erstveröffentlichung: 22. Februar 2010               |
| 2011 | Killer Bee To Get Her Together          | — | — | NL21 (8 Wo.)NL | BEF39 (2 Wo.)BEF | Erstveröffentlichung: 28. Februar 2011               |
| 2011 | Down & Dirty To Get Her Together        | — | — | NL13 (11 Wo.)NL | — |                                                      |
| 2011 | I’m a Cliche To Get Her Together        | — | — | NL16 (9 Wo.)NL | — | Erstveröffentlichung: 27. Juni 2011                  |
| 2011 | Save Me To Get Her Together             | — | — | NL31 (4 Wo.)NL | — | Erstveröffentlichung: 29. August 2011                |
| 2011 | What Have You Done To Get Her Together  | — | — | NL14 (8 Wo.)NL | — |                                                      |
| 2013 | Birds Sad Singalong Songs               | DE49 (1 Wo.)DE | AT74 (1 Wo.)AT | NL3 (18 Wo.)NL | BEF12 (3 Wo.)BEF | Erstveröffentlichung: 11. März 2013                  |
| 2013 | Wigger Paradise and Back Again          | — | — | NL17 (8 Wo.)NL | — | Erstveröffentlichung: 9. September 2013              |
| 2014 | You & I Paradise and Back Again         | — | — | NL28 (4 Wo.)NL | — | Erstveröffentlichung: 21. Februar 2014               |
| 2014 | Places to Go Paradise and Back Again    | — | — | NL16 (10 Wo.)NL | — | Erstveröffentlichung: 12. September 2014             |
| 2015 | Hold Me –                               | — | — | NL10 (11 Wo.)NL | — | Erstveröffentlichung: 16. Januar 2015 mit Douwe Bob  |
| 2015 | New Day Queen for a Day                 | — | — | NL23 (9 Wo.)NL | — | Erstveröffentlichung: 29. Mai 2015                   |
| 2015 | Dominique –                             | — | — | NL16 (9 Wo.)NL | BEF29 (9 Wo.)BEF | Erstveröffentlichung: 11. September 2015             |
| 2016 | Run Away Together Queen for a Day       | — | — | NL24 (8 Wo.)NL | — | Erstveröffentlichung: 8. Februar 2016                |
| 2019 | Million Dollar –                        | — | — | NL34 (3 Wo.)NL | — | Erstveröffentlichung: 22. Februar 2019               |
| 2024 | Voor Je ’t Weet –                       | — | — | NL18 Gold · (12 Wo.)NL | — | Erstveröffentlichung: 19. April 2024 mit Tino Martin |

Weitere Singles
- 1996: Mood Indigo
- 2001: Love
- 2003: Break Down the Wall (Werbesong für Pepsi)
- 2003: Only You (Werbesong für Lion)
- 2003: I Live for You
- 2004: Margarita Chum
- 2010: Lovedrunk
- 2013: Pretending as Always

### Singles als Gastmusikerin
| Jahr | Titel Album                | Höchstplatzierung, Gesamtwochen, AuszeichnungChartplatzierungen (Jahr, Titel, Album, Platzierungen, Wochen, Auszeichnungen, Anmerkungen) | Höchstplatzierung, Gesamtwochen, AuszeichnungChartplatzierungen (Jahr, Titel, Album, Platzierungen, Wochen, Auszeichnungen, Anmerkungen) | Höchstplatzierung, Gesamtwochen, AuszeichnungChartplatzierungen (Jahr, Titel, Album, Platzierungen, Wochen, Auszeichnungen, Anmerkungen) | Höchstplatzierung, Gesamtwochen, AuszeichnungChartplatzierungen (Jahr, Titel, Album, Platzierungen, Wochen, Auszeichnungen, Anmerkungen) | Anmerkungen                                                   |
| Jahr | Titel Album                | DE | AT | NL | BEF | Anmerkungen                                                   |
| ---- | -------------------------- | --- | --- | --- | --- | ------------------------------------------------------------- |
| 2003 | Between These Walls Update | — | — | NL35 (4 Wo.)NL | — | Erstveröffentlichung: 12. Dezember 2003 Junkie XL feat. Anouk |
| 2006 | Downhill –                 | — | — | NL17 (6 Wo.)NL | — | PostMan feat. Anouk                                           |

### Videoalben
- 2006: Anouk is Alive (NL: Platin)

## Auszeichnungen für Musikverkäufe
| Goldene Schallplatte - Schweden - 1998: für das Album Together Alone Platin-Schallplatte - Norwegen - 1998: für die Single Nobody’s Wife - Schweden - 1998: für die Single Nobody’s Wife |

Anmerkung: Auszeichnungen in Ländern aus den Charttabellen bzw. Chartboxen sind in ebendiesen zu finden.
| Land/RegionAuszeichnungen für Musikverkäufe (Land/Region, Auszeichnungen, Verkäufe, Quellen) | Gold       | Platin       | Verkäufe  | Quellen                  |
| -------------------------------------------------------------------------------------------- | ---------- | ------------ | --------- | ------------------------ |
| Belgien (BRMA)                                                                               | 5× Gold5   | Platin1      | 100.000   | ultratop.be              |
| Niederlande (NVPI)                                                                           | 5× Gold5   | 19× Platin19 | 1.480.000 | nvpi.nl                  |
| Norwegen (IFPI)                                                                              | —          | Platin1      | 20.000    | ifpi.no                  |
| Schweden (IFPI)                                                                              | Gold1      | Platin1      | 70.000    | sverigetopplistan.se SE2 |
| Insgesamt                                                                                    | 11× Gold11 | 22× Platin22 |           |                          |